# Candy Montgomery
Candace «Candy» Lynn Montgomery (apellido de soltera Wheeler; 15 de noviembre de 1949) es una mujer estadounidense que mató a Betty Gore, la esposa de su amante. La muerte tuvo lugar en Wylie, Texas, el 13 de junio de 1980. Durante el ataque, Gore recibió cuarenta y un hachazos.

## Antecedentes
Montgomery, que tenía treinta años en el momento del incidente, estaba casada con Pat Montgomery, un ingeniero eléctrico. La pareja tenía dos hijos, un niño y una niña. Se mudaron al condado de Collin, Texas, en 1977, donde acudían regularmente a la Iglesia Metodista de Lucas. Montgomery se hizo amiga cercana de Gore —una profesora de secundaria— después de conocerla en la iglesia. Gore vivía cerca con sus dos hijos y su esposo, Allan, con quien Montgomery tuvo una relación extramatrimonial.
El día del asesinato de Gore, su esposo estaba fuera de la ciudad. Al no poder contactarla por teléfono, le pidió a sus vecinos que acudieran a su casa a investigar. Después de forzar la puerta de la residencia, descubrieron el cadáver de Gore. Su hija Bethany —que se encontraba durmiendo en otra habitación cuando ocurrió el ataque— estaba despierta y llorando. El crimen fue investigado por Steve Deffibaugh junto al Departamento del Sheriff del condado de Collin.

## Juicio
Candy Montgomery fue representada por el abogado civil Don Crowder y el abogado defensor Robert Udashen. El juicio, que fue presidido por el juez del distrito Tom Ryan, se llevó a cabo en McKinney, Texas, y duró ocho días.
Montgomery aseguró haber actuado por legítima defensa después de haber sido atacada por Gore tras una confrontación por el romance con su esposo Allan. Declaró que se vio obligada a utilizar el hacha porque Gore intentó golpearla con la misma arma momentos antes.
Montgomery se sometió a un detector de mentiras antes del juicio, el cual indicó que estaba diciendo la verdad. El Fiscal del distrito Tom O'Connell argumentó que Montgomery podría haber abandonado la escena en vez de atacar a Gore. Añadió también que golpear a la víctima cuarenta y una veces era desproporcionado. Finalmente, Montgomery fue declarada no culpable el 30 de octubre de 1980 por un jurado compuesto por nueve mujeres y tres hombres.

## Reacción después del juicio
El veredicto recibió fuertes críticas de la comunidad. Multitudes gritaron «¡Asesina, asesina!» mientras Montgomery salía de la corte después de su absolución. El padre de la víctima, Bob Pomeroy, señaló:

As far as I'm concerned, justice will be served. She has to live with it ... I wouldn't say I was happy with the verdict. We don't know what happened and we never will know what happened.
En lo que a mí respecta, se hará justicia. Ella tiene que vivir con eso... Yo no diría que estoy feliz con el veredicto. No sabemos qué pasó y nunca sabremos qué pasó.

## En la cultura popular
El telefilme de 1990 A Killing in a Small Town está basado en el caso. Jessica Biel interpretó a Montgomery en la miniserie Candy, estrenada en mayo de 2022 por Hulu. Elizabeth Olsen interpreta a Montgomery en la serie Love and Death, que fue lanzada por HBO Max en abril de 2023.